# Akdağ
Akdağ ist ein türkischer männlicher Vorname und Familienname. Der Name („weißer Berg“) steht für den schneebedeckten Berggipfel; dementsprechend gibt es auch mehrere Bergzüge diesen Namens.

## Berge / Gebirge
- Akdağ (Denizli), Berg in der Türkischen Provinz Denizli
- Akdağ (Bozok Yaylası), Gebirge in den türkischen Provinzen Yosgat und Sivas

## Namensträger

### Familienname
- Emre Akdağ (* 1995), türkischer Fußballspieler
- Erol Can Akdağ (* 1996), türkischer Fußballspieler
- İbrahim Akdağ (* 1991), türkischer Fußballspieler
- Meryem Akdağ (* 1992), türkische Langstreckenläuferin
- Önder Akdağ (* 1991), türkischer Fußballspieler
- Recep Akdağ (* 1960), türkischer Politiker
- Sinan Akdağ (* 1989), deutscher Eishockeyspieler
- Tarık Langat Akdağ (* 1988), türkischer Läufer kenianischer Herkunft
- Vehbi Akdağ (1949–2020), türkischer Ringer